# Рязанов, Владимир Дмитриевич
Владимир Дмитриевич Рязанов (1869, Санкт-Петербург — 7 декабря 1925, Москва) — русский и советский геолог, профессор Московской горной академии. Возглавлял кафедры «Разведочное дело» и «Золото и платина», заведующий институтом разведочного дела в Московской горной академии. Положил начало правильным геологическим поискам нефти в Сибири.

## Биография
Родился в 1869 году в Санкт-Петербурге в семье банковского служащего Дмитрия Федоровича Рязанова и Екатерины-Марианны Адольфовны Рязановой, урожденной Каспари.
В 1888 году поступил в Санкт-Петербургский горный институт, в 1893 году окончил его по первому разряду. На последнем курсе он специализировался для работы на горно- металлургическом производстве (заводской разряд). Два года работал на медно- и сталелитейном заводе генерал-майора А. С. Лаврова в Гатчине. Затем полностью посвятил себя исследовательской работе инженера-геолога.
В 1896 году В. Д. Рязанов был откомандирован Главным горным управлением в распоряжение Управления по сооружению Сибирской железной дороги, становится сотрудником Кругобайкальской горной партии, общее руководство которой осуществлял известный геолог, профессор Горного института И. В. Мушкетов. Участвовал в исследованиях возможного железнодорожного пути вдоль долины реки Иркут.
С 1898 года титулярный советник, горный инженер В. Д. Рязанов был «командирован в Амурскую и Приморскую области для производства статистико-экономического и технического исследования местной золотопромышленности в качестве Помощника Начальника партии» (начальником партии был горный инженер Л. Л. Тове).
С 1901 года В. Д. Рязанов начал работать в Иркутском горном управлении, в ведении которого находилась огромная территория, объединившая современное Прибайкалье, Забайкалье и Дальний Восток. Занимается изучением различных полезных ископаемых: Черемховский уголь, Ямаровские минеральные воды, нефтяные (газовые) проявления на озере Байкал. Именно В. Д. Рязанов положил начало систематическим научным поискам нефти в Сибири, построил первые буровые, пробурил первые нефтяные скважины. Ежегодно, вплоть до 1907 года, выезжал летом со студентами на поиски нефти. В 1902 году был награждён орденом Святого Станислава 3-й степени.
В 1904 году приглашен В. А. Обручевым на работу в Томский технологический институт на возглавляемую тем кафедру геологии. Проводил практические занятия по петрографии, читал краткие курсы «Физической геологии» и «Полезных ископаемых» для студентов инженерно-строительного и химического отделений. Ежегодно руководил студенческими геологическими практиками на Байкале. 15 мая 1907 года покинул кафедру геологии, чтобы целиком отдаться работе по оценке нефтеносности перспективного участка в районе дельты реки Селенги.
До 1917 года проводил разнообразные геологические исследования, работал в различных районах от Онежского озера до Чукотки. В 1910-11 годах руководил поисками золота (партией от Российского Золотопромышленного Общества в Амурской области). В 1912 году производил обследование Абаканского района, рудника и завода Ратькова-Рожнова и руководил поисками и разведками медных руд и каменного угля в том же районе. В 1913 году руководил работами по экспертизе и разведкам золотосодержащих площадей Гилюйского Золотопромышленного Товарищества (в Зейском районе Амурской области). В том же году на изысканиях линии Оренбург, Уфа, Кунгур производил геологические исследования вдоль линии железной дороги. В 1914 году — геологические изыскания и общие направления работ поисковых партий на золото в экспедиции на Чукотском полуострове. В 1915 году геологические исследования золотых рудников на Нимане в экспедиции, снаряженной Сибирским Торговым Банком. По поручению Сибирского Торгового Банка и Министерства Финансов организовал экспедицию на экспертизы золотосодержащих площадей в Западном Китае. В 1916 году по поручению Стратегического Комитета Главного Морского Штаба составил проект водоснабжения Владивостокского Порта. Производил экспертизы золотоносных площадей для Амурской Золотодобывающей Компании в Селемджинском районе. Обследовал месторождения полезных ископаемых красок и огнеупорных глин близ Вычегды.
В 1919 году приглашен в Московскую горную академию на геологоразведочный факультет для работы на кафедре «Разведочного дела и пластовых полезных ископаемых» в должности профессора. Одним из первых в стране в 1921—1925 годах стал читать лекции по новому курсу «Разведочное дело». Кроме этого, проводил практические занятия для студентов, вел курсовое проектирование геологоразведочных работ и руководил дипломными работами. На горном факультете МГА возглавлял кафедру «Золота и платины», где преподавал «Общий курс по эксплуатации месторождений золота и платины». Вел большую работу в руководимом им Институте разведочного дела МГА.
Помимо педагогической работы в Академии В. Д. Рязанов с ноября 1920 года занимался прикладными исследованиями в институте «Литогея» (сегодня — Всероссийский НИИ минерального сырья имени Н. М. Федоровского). В частности, экспортировал Вятское золотосурьмяное месторождение, вел поиски киновари и платины (Урал, 1921); проводил разведку Гамского месторождения сидеритов и поиски золота (Республика Коми, 1922); оценивал Журавлинское месторождение бокситов (Предуралье, 1923); выполнял конструкторские и полевые работы по заданию «Особой комиссии по изучению Курской магнитной аномалии».
На последнем объекте изобрел и внедрил два оригинальных прибора, позволяющих измерять искривление стволов скважин (клинометр) и определять элементы залегания перебуриваемых пластов (стратаметр). Стратаметр использовался летом 1924 года в последних полевых работах В. Д. Рязанова, проводившихся в Щигровском района КМА. Как отмечал в своих воспоминаниях ведущий специалист МГРИ по бурению профессор Б. И. Воздвиженский, разработанные В. Д. Рязановым приборы оказали «… существенную помощь в изучении структуры железорудных месторождений КМА».
Скончался 7 декабря 1925 года в Москве после продолжительной тяжелой болезни.

## Избранные труды
- Описание учебной коллекции горных пород геологического кабинета. ТТИ. Пер. с нем. В. Д. Рязанова, под ред. В. А. Обручева. — Томск: Паровая типо-лит. П. И. Макушина, 1906. — 242с.
- Рязанов В. Д. Вероятное геологическое строение хребта Зыркузун в месте пересечения его туннелем, проектированным для Кругобайкальской железной дороги в 1895-96 гг. // Горный журн. 1898, т.1, кн. 2, с.188-195.
- Рязанов В. Д. Заметка об Иркутском угленосном бассейне // Изв. Воет. — Сиб. Отд. РГО. 1902, т. ЗЗ, № 2, с. 1-30.
- Тове Л. Л., Рязанов В. Д. Отчет по статистико-экономическому и техническому исследованию золотопромышленности Амурско-Приморского района. Т. I (Приморская область). — СПб., Типо-литография Якорь, 1902. — 632с.
- Рязанов В. Д. Отчет по статистико-экономическому и техническому исследованию золотопромышленности Амурско-Приморского района. Т. II (Амурская область). — СПб., Типо-литография Якорь. 1903—932 с.
- Рязанов В. Д. Конспект физической геологии. ТТИ. (Лекции химич. и инж.-строит. отделений). — Томск. Типо-литогр. Сиб. т-ва печати, дела. 1909. — 270с.
- Рязанов В. Д. Признаки медных руд в Ачинском уезде Енисейской губ. // Рудный вестник. 1916, т.1, № 4. — с. 182—183.
- Рязанов В. Д. О месторождениях железных и медных руд близ Абаканского завода // Рудный вестник. 1917, т. 2, № 2. — с. 49-59.
- Рязанов В. Д., Марков П. Н. Отчет о геолого-разведочных работах Уральской экспедиции 1923 года // Труды Ин-та прикл. минералогии и металлургии. 1926, вып. 19. — с. 7-43.
- Рязанов В. Д., Русинов Л. А. Стратаметр, примененный на буровых работах в Щигровском районе // Труды OK КМА. 1926, вып. IX. — с. 180—190.
- Рязанов В. Д. Месторождения озокерита и нефти в Прибайкалье // Мат-лы по геологии и п.и. Д.Востока. 1928, № 19. — с.37.
- Рязанов В. Д., Марков П. Н. Разведочное дело. — М., МГА, 1929. — 101 с.